# Agrapha longicornis
Agrapha longicornis är en fjärilsart som beskrevs av Druce 1889. Agrapha longicornis ingår i släktet Agrapha och familjen nattflyn. Inga underarter finns listade i Catalogue of Life.